# Eduardo Vallecillo
Eduardo Vallecillo Casado (Valladolid, 21 de marzo de 1991) es un futbolista español. Juega como delantero y su equipo actual es el Palencia cristo atco de la Tercera División RFEF.
En su carrera ha jugado en 3 países diferentes España, Malta y Bolivia. También ha sido internacional con la selección española en categorías U-15, U-16 y U-17.

## Clubes
| Club                    | País           | Año         |
| ----------------------- | -------------- | ----------- |
| Atlético de Madrid "B"  | España         | 2008 - 2009 |
| Real Valladolid "B"     | España         | 2009 - 2012 |
| CF Palencia             | España         | 2012        |
| Astorga                 | España         | 2013        |
| Aurora                  | Bolivia        | 2013 - 2014 |
| Tarxien Rainbows        | Malta          | 2014 - 2015 |
| Naxxar Lions            | Malta          | 2015 - 2016 |
| Universitario de Sucre  | Bolivia        | 2016 - 2017 |
| A.E Prat                | España         | 2016 - 2017 |
| Águilas fc              | España         | 2017 - 2018 |
| AlmagroCF / Pembroke FC | España / Malta | 2018 - 2019 |
| Palencia CRISTO Atco    | España         | 2019        |